# 挪威國鐵72型電聯車

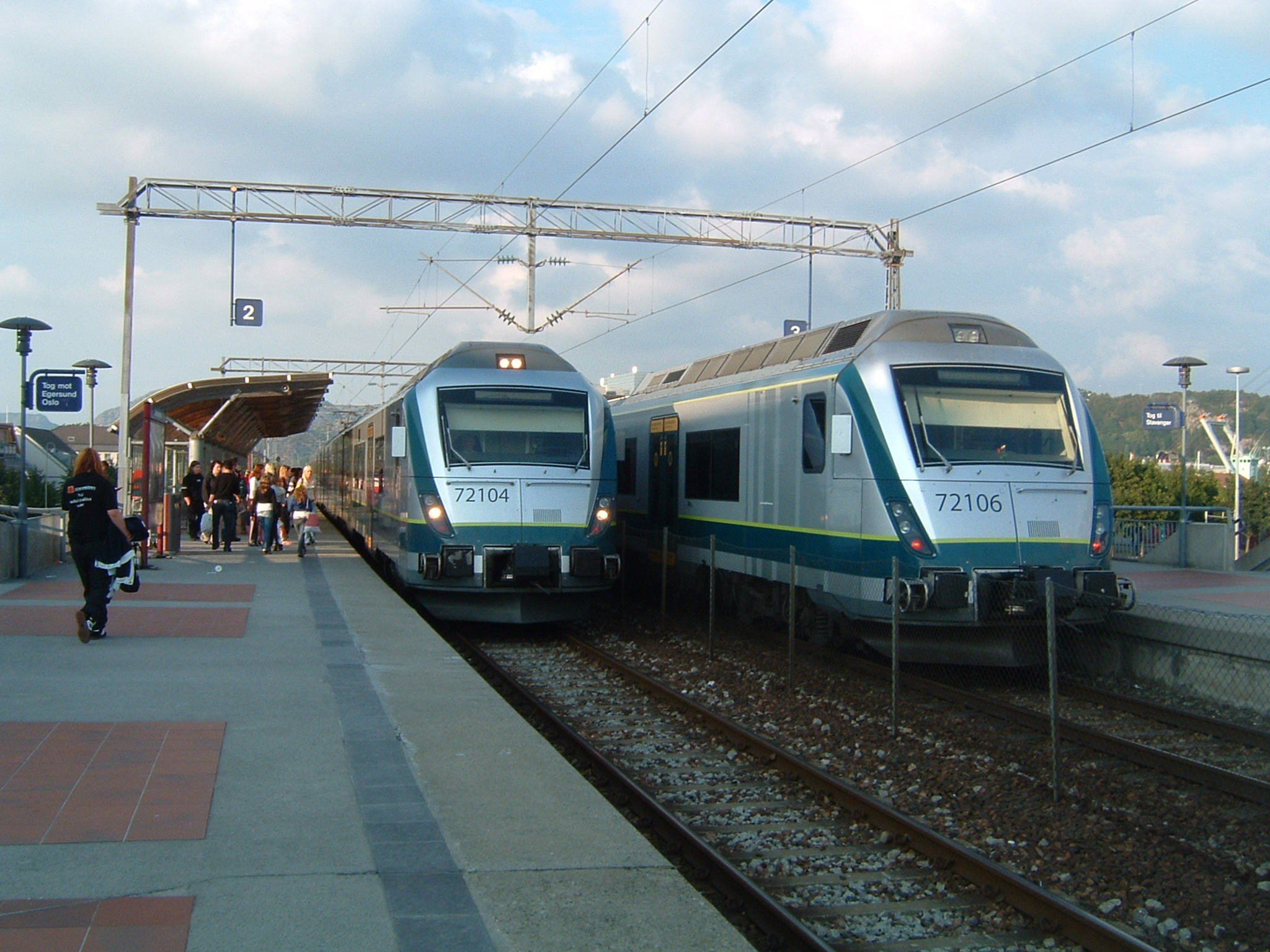
BM72型電聯車

BM72型是挪威國鐵（NSB）的通勤型電聯車車種之一，行走圍繞奧斯陸以及來往斯塔萬格至山達勒之間的通勤路線，這款列車於2002年投入服務，用作取代部份車齡漸高的BM69型電聯車。
這款列車由Ansaldobreda車廠製造，為數36列，每組列車以4節車廂編成，與其他通勤列車一樣，每節車廂擁有5條橫向長型座位，車窗也比BM69大。

## 產品規格
- 總長：85.7米
- 總重：160公噸
- 最高速度：每小時160公里
- 座位數量：310

## 外部連結
- BM72圖集 (Jernbane.net)